# Ulefoss
Ulefoss è un villaggio della Norvegia, situato nella municipalità di Nome, nella contea di Telemark.